# Villa Mouriscot
Villa Mouriscot fue una residencia en Biarritz (Francia) conocida por haber pertenecido a la princesa Federica de Hanover y haber sido escenario del compromiso entre Alfonso XIII y Victoria Eugenia de Battenberg.

## Historia
El origen del edificio se sitúa hacia 1570. Esta casa (núcleo del edificio actual) sería adquirido por el capitán Edmund Hooke Wilson Bellairs, vicecónsul de Gran Bretaña en Biarritz en 1874. Fue en este lugar donde el capitán Bellairs recibiría a la reina Victoria en 1889.
En noviembre de 1897 se instalaron en la villa la princesa Federica de Hanover, hija del rey Jorge V de Hanover; y su esposo morganático el barón Alfonso de Pawel-Rammingen. En 1902, el matrimonio recibió al rey Óscar II. Así mismo, los cónyuges tendrían una participación activa en la vida local de Biarritz y la villa sería punto de encuentro de la realeza europea de la época.

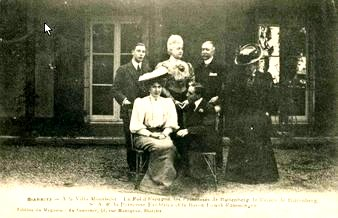
Alfonso XIII y Victoria Eugenia junto con la madre de esta última, la princesa Beatriz del Reino Unido y los propietarios de la villa, princesa Federica de Hanover y el barón Alfons de Pawel Rammingen.

Uno de los hechos históricos más relevantes del edificio ocurrió en enero de 1906, la princesa Federica puso villa Mouriscot a disposición de la princesa Beatriz del Reino Unido y su hija la princesa Victoria Eugenia de Battenberg, para facilitar sus encuentros con Alfonso XIII que se encontraba en la vecina ciudad de San Sebastián. La villa estaba rodeada de forma permanente por fotógrafos y reporteros que seguían la noticia.
Durante una visita del monarca español a Victoria Eugenia en villa Mouriscot el 25 de enero de ese año, la pareja se comprometería. Como conmemoración del compromiso se plantarían dos abetos en el jardín de la villa. 
En 1922 la propiedad sería adquirida por la princesa Federica y su marido a los herederos del capitán Bellairs.
La princesa Federica moriría en Villa Mouriscot en 1926. Su marido moriría en 1932, legando la propiedad a su heredero. Este último la vendería en 1951 a una entidad bancaria que lo utilizó como colonia de vacaciones.
En la actualidad el edificio es utilizado como guardería.

## Descripción
La villa se situaba al sudoeste de Biarritz, a orillas del lago Mouriscot y estaba rodeada de un amplio parque arbolado. El edificio se situaba sobre un promontorio.
La construcción era de estilo vasco propio de las villas del último tercio del siglo XIX en la costa atlántica francesa.

### Individuales
1. ↑  Sagrera, Ana de (2 de julio de 2022). Ena and Bee: Queen Victoria’s Spanish Granddaughters (en inglés). Fonthill Media. Consultado el 22 de marzo de 2023.
2. ↑  «Les grandes villas isolées et leur parc». Zone de protection du patrimoine architectural, urbain et paysager (ZPPAUP)  de Biarritz. 1994-1995. p. 45.
3. ↑  Mateos Sáinz de Medrano, Ricardo (19 de junio de 2019). Alfonso y Ena. La boda del siglo: Génesis y apoteosis de un gran amor fracasado. La Esfera de los Libros. p. 202. ISBN 978-84-9164-630-3. Consultado el 22 de marzo de 2023.
4. ↑  «Pawel-Rammingen». Annuaire des châteaux et des villégiatures, 1906-1907 : 40,000 noms & adresses de tous les proprietaires des chateaux de France, manoirs, castels, villas, etc., etc. (en francés). París: A. La Fare. 1906. p. 625. Consultado el 22 de marzo de 2023.
5. ↑  «El viaje del Rey». ABC (periódico). 7 de abril de 1914. p. 9.
6. ↑  «Parte non Ufficiale. Telegrammi. Biarritz, 8». Gazzetta Ufficiale del Regno d'Italia (en italiano) (57). 9 de marzo de 1908. p. 1280.
7. ↑  Paoli, Xavier (1911). «Chapter II. King Alfonso XIII. 4». My royal clients (en inglés). London, New York Hodder and Stoughton. pp. 61-67. Consultado el 22 de marzo de 2023.
8. ↑  Duff, David (1974). The shy princess : the life of Her Royal Highness Princess Beatrice, the youngest daughter and constant companion of Queen Victoria (en inglés). London : Muller. p. 217. ISBN 978-0-584-10264-2. Consultado el 22 de marzo de 2023.
9. ↑  Rusia, Alejandro, gran duque de (1932). Twilight Of Royalty (en inglés). Ray Long & Richard R. Smith, Inc. p. 55. Consultado el 22 de marzo de 2023.
10. ↑  Brook-Shepherd, Gordon (1976). «Biarritz and beyond». Uncle of Europe : the social and diplomatic life of Edward VII (en inglés). Nueva York: Harcourt Brace Jovanovich. pp. 273-274. ISBN 978-0-15-192697-8. Consultado el 22 de marzo de 2023.
11. ↑  «La boda del Rey». ABC (periódico). 25 de enero de 1906. p. 10.
12. ↑  «Compromiso». Real Biblioteca del Palacio Real de Madrid. Patrimonio Nacional.
13. ↑  Fox-Davies, Arthur Charles (1910). «Bellairs». Armorial Families: A Directory of Gentlemen of Coat-armour (en inglés). T.C. & E.C. Jack. p. 119. Consultado el 22 de marzo de 2023.